# Eclissi solare del 4 novembre 2078
L'Eclissi solare del 4 novembre 2078, di tipo anulare, è un evento astronomico che avrà luogo il suddetto giorno attorno alle ore 16:55 UTC.
L'eclissi avrà un'ampiezza massima di 287 chilometri e una durata di 8 minuti e 29 secondi.

## Eclissi correlate

### Eclissi solari 2076 - 2079
Questa eclissi è un membro di una serie semestrale. Un'eclissi in una serie semestrale di eclissi solari si ripete approssimativamente ogni 177 giorni e 4 ore (un semestre) in nodi alternati dell'orbita della Luna.

### Ciclo di Saros 144
L'evento è parte del ciclo di Saros 144, che si ripete ogni 18 anni, 11 giorni, contenente 70 eventi. La serie è iniziata con un'eclissi solare parziale l'11 aprile 1736. Contiene eclissi anulari dal 7 luglio 1880 al 27 agosto 2565. Non ci sono eclissi totali nella serie. La serie termina al membro 70 con un'eclissi parziale il 5 maggio 2980. La durata più lunga dell'anularità sarà di 9 minuti e 52 secondi il 29 dicembre 2168.